# 마르지
마르지(아랍어: المرج, Marj)는 리비아 북동부에 위치한 도시로, 마르지 주의 주도이며 인구는 85,315명(2004년 기준)이다. 도시 이름은 아랍어로 "초원"을 뜻한다. 지중해, 제벨아크다르 산맥과 접한다.